# L'Exposition de 1900
 (juillet 2025).
Pour plus de détails, voir Fiche technique et Distribution.

L’Exposition de 1900 est un film de Georges Méliès sorti en 1900 au début du cinéma muet.

## Synopsis
Scènes de la circulation parisienne à l'époque 1900 et visite autour de la tour Eiffel et diverses attractions de l'Exposition universelle de 1900, dont le trottoir roulant.

## Fiche technique
Source IMDb
- Réalisateur : Georges Méliès
- Pays de production : France
- Société de production et de distribution : Star Film
- Format : noir et blanc - muet
- Genre : court métrage de documentaire
- Durée : 8 minutes
- Date de sortie : France : 1900